# Javorník ve Slezsku (nádraží)
Javorník ve Slezsku je dopravna D3, která se nachází v severovýchodní části města Javorník v okrese Jeseník. Dopravna leží v km 5,199 neelektrizované jednokolejné trati Lipová Lázně – Javorník ve Slezsku, jedná se tedy o koncovou dopravnu trati.

## Historie
Nádraží s tehdejším názvem Jauernig bylo zprovozněno 6. srpna 1897, tedy současně se zahájením provozu krátké odbočky, která v Bernarticích u Javorníka navazovala na trať z Lipové Lázní do Otmuchówa. Počátkem 20. století se objevovaly snahy o prodloužení trati z Javorníka do pruského Reichensteinu (pozdější Złoty Stok), tyto plány však nebyly realizovány.
Od roku 1918 se používá české pojmenování Javorník, v roce 1947 rozšířené na Javorník ve Slezsku, výjimkou byly pouze roky 1938 až 1945, kdy se nakrátko vrátilo německé označení Jauernig.
Po skončení druhé světové války byl provoz do Javorníka obnoven 8. září 1945, naopak trať z Bernartic směrem do Polska už obnovena nebyla a Javorník se stal koncovou dopravnou trati z Lipové Lázní.

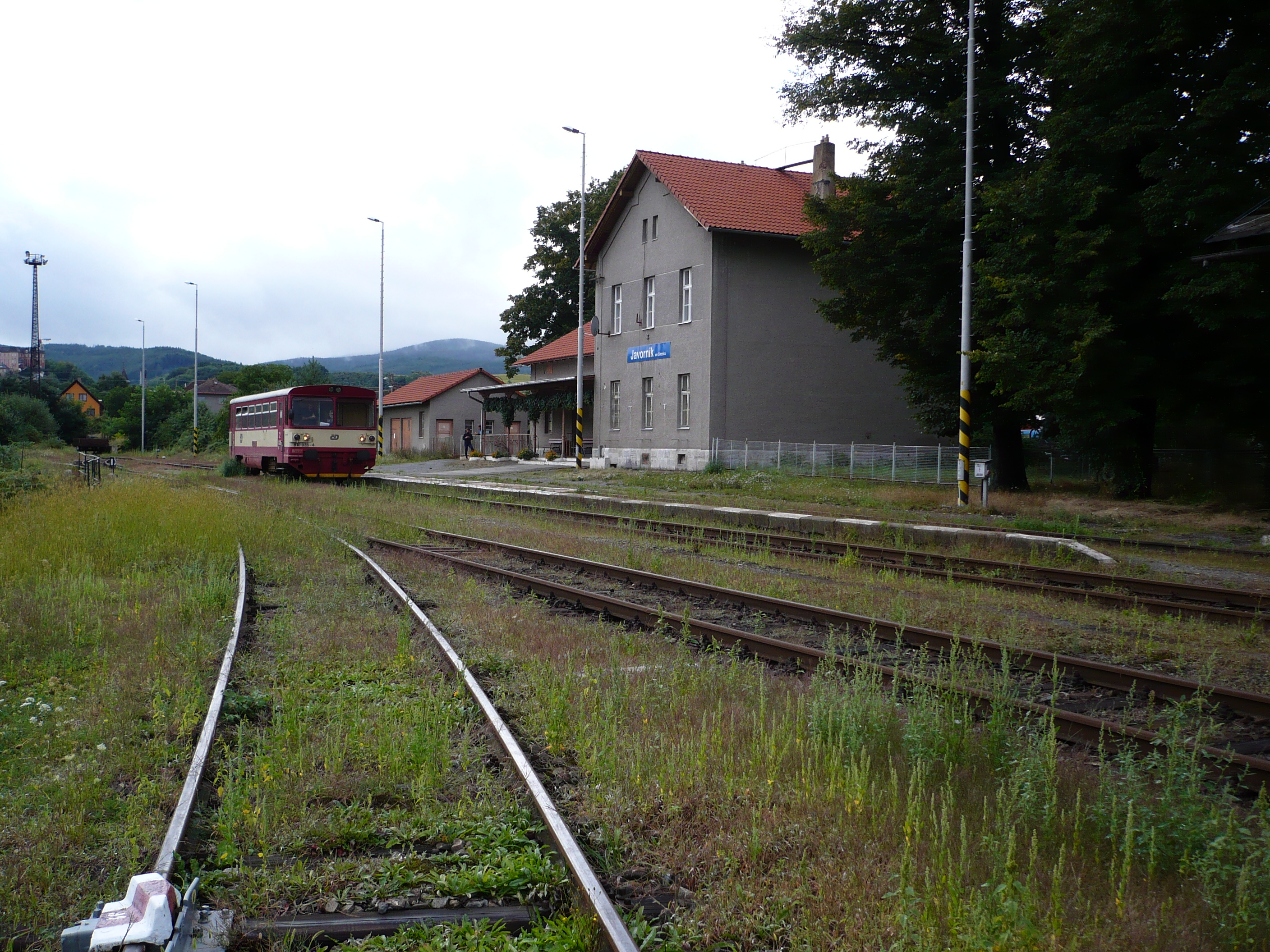
Kolejiště dopravny v roce 2008

Stanice měla v době svého vzniku dvě dopravní koleje, jednu nakládkovou kusou kolej, staniční budovu, skladiště s rampou a výtopnu pro parní lokomotivu, která zajišťovala provoz na odbočce z Bernartic. Později začala být stanice využívána pro nakládku lignitu z Uhelné a uranové rudy ze Zálesí (těžba uranu probíhala v letech 1959–1968), což si vyžádalo prodloužení kusé koleje na konci trati, kde byla vybudována překládková rampa pro tyto substráty. V roce 1950 byla vybudována vlečka o délce 392 m ke skladům Hospodářského družstva.
V roce 2019 došlo ke změně konfigurace kolejiště a vybudování nového vyššího nástupiště, cestující tak již nemusí při nástupu do vlaku přecházet přes koleje.

## Popis dopravny
Dopravna D3 Javorník ve Slezsku je řízena dirigujícím dispečerem, který sídlí ve stanici Velká Kraš. Dopravna je z trati kryta lichoběžníkovou tabulkou umístěnou v km 4,871.

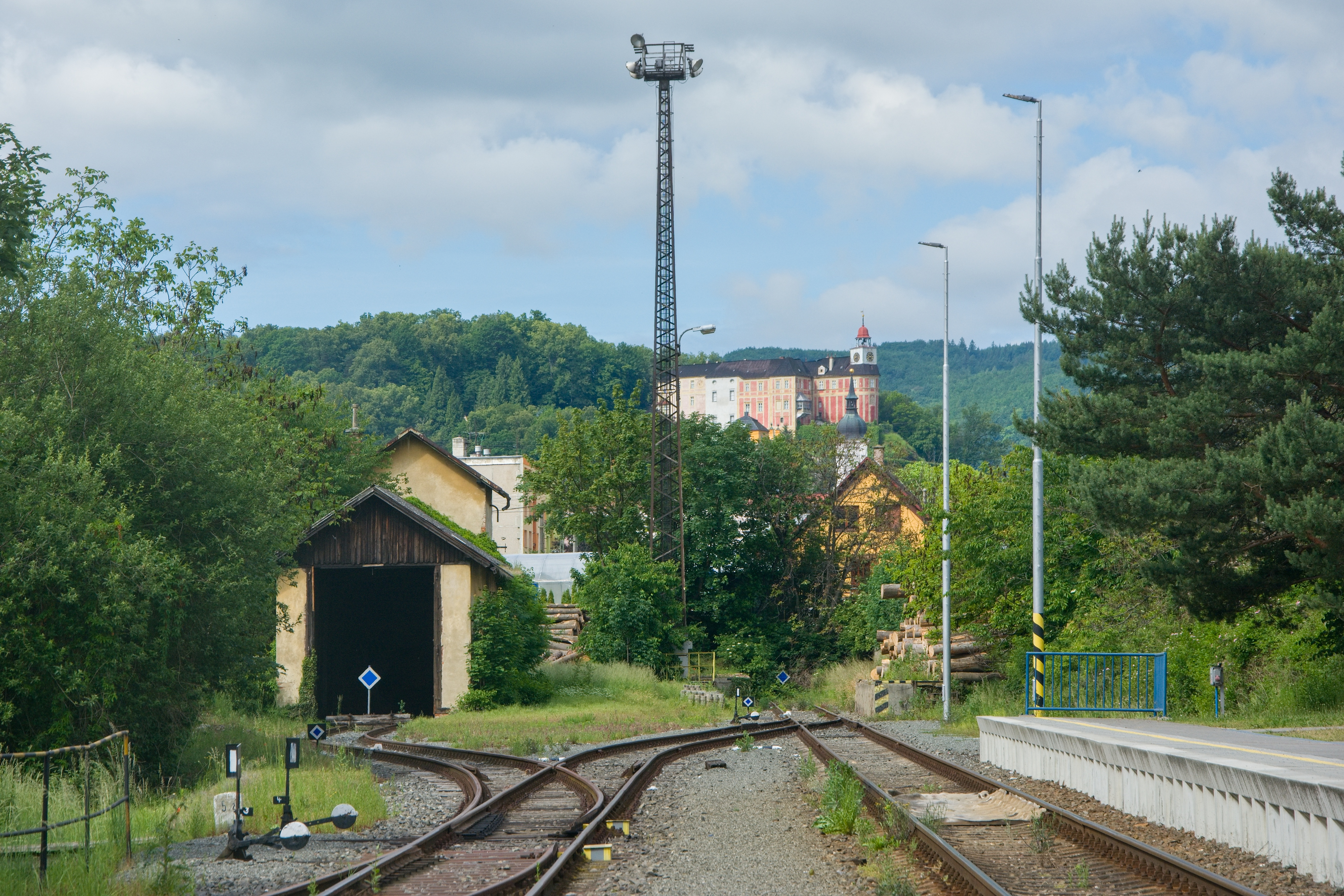
Kusé zhlaví dopravny, vlevo remiza, v pozadí zámek Jánský Vrch

V dopravně se nacházejí dvě dopravní koleje a několik manipulačních kolejí. Před nádražní budovou jsou dopravní koleje č. 1 a 3, na kusém zhlaví pokračuje kolej č. 1 jako manipulační kolej č. 1a až k zarážedlu v km 5,392, které je současně koncem trati. Do velkokrašského zhlaví je zapojena kusá manipulační kolej č. 2, která končí u výpravní budovy. Do koleje č. 3 je zapojena  manipulační kolej č. 5 do výtopny (směrem ke konci trati) a vlečka PATRIOT MPM (směrem k Velké Kraši). Ještě v roce 2014 byla vlečka využívána především pro vykládku hnojiv z železničních vozů.
U dopravní koleje č. 1 je zřízeno vnější jednostranné nástupiště o délce 60 m s nástupní hranou ve výšce 550 mm nad temenem kolejnice. Nádražní budova je pro cestující uzavřená. Před nepřízní počasí se mohou cestující skrýt ve venkovním krytém prostoru budovy. V roce 2019 byla horní část budovy využita jako byt, v přízemí byla část místností pronajata.

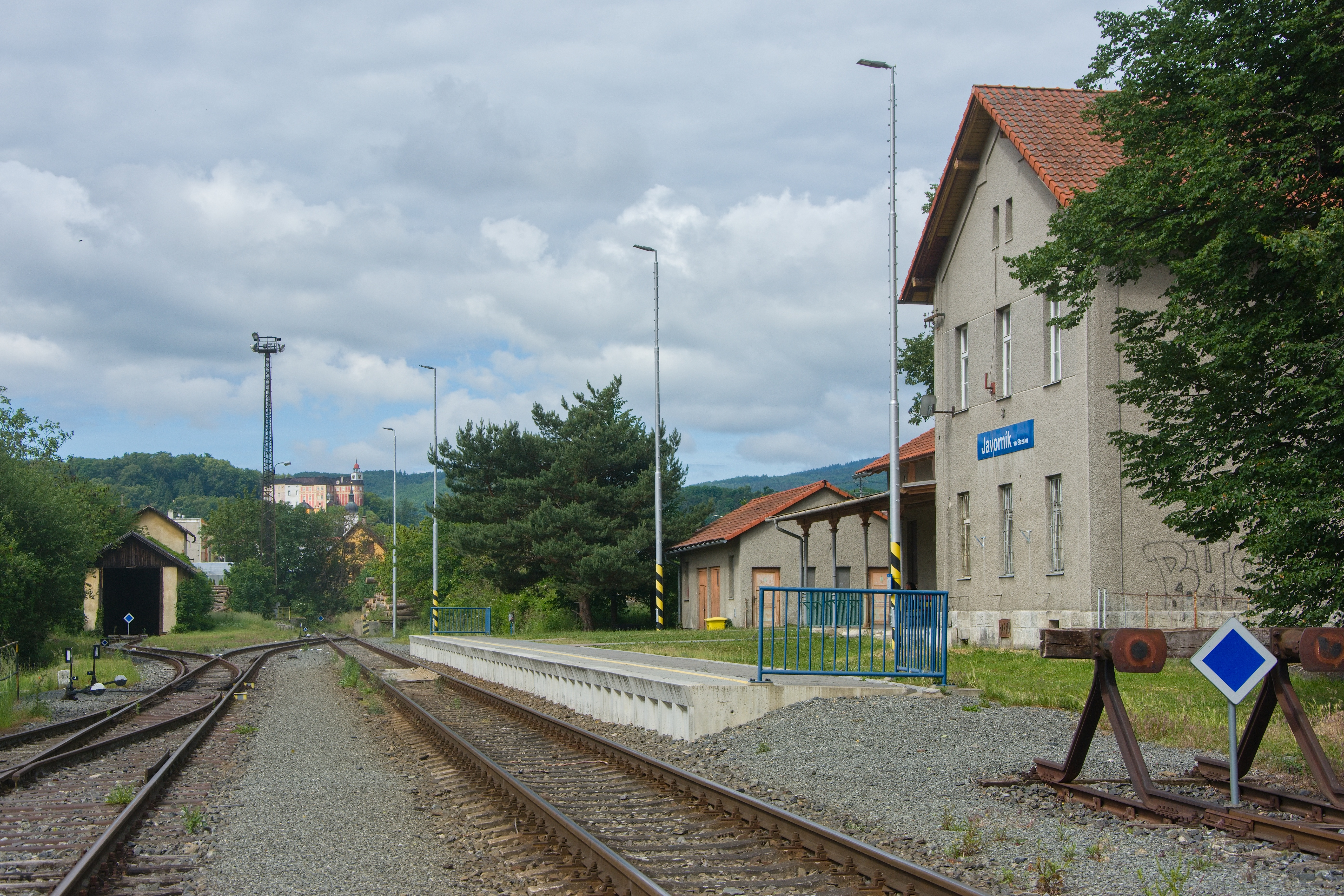
Celkový pohled na dopravnu s nástupištěm postaveným v roce 2019

Před přestavbou kolejiště v roce 2019 nebyla manipulační kolej č. 2 kusá, ale vedla kolem nádražní budovy a byla zapojena do obou zhlaví. Pro přístup na nástupiště u koleje č. 1, tak museli cestující úrovňově překonávat tuto kolej.
Na velkokrašském záhlaví dopravny se v km 4,875 (tedy bezprostředně za lichoběžníkovou tabulkou) nachází přejezd P4380, který je zabezpečen výstražnými kříži. Na tomto přejezdu trať kříží účelovou komunikaci na pilu.